# Louisa Aldrich-Blake

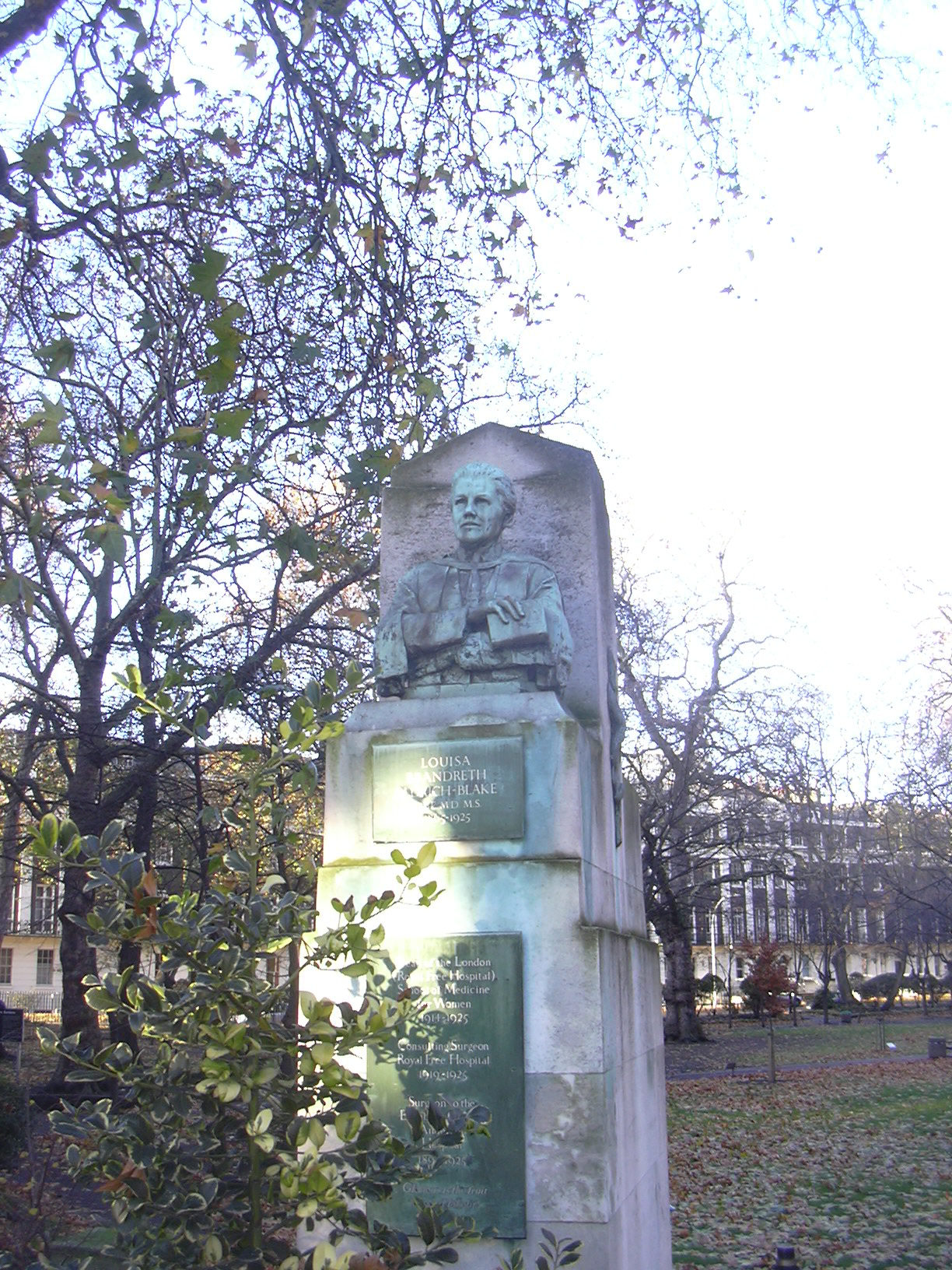
Memorial en Tavistock Square.

Louisa Brandreth Aldrich-Blake (Chingford, 1865–1925) fue una de las primeras mujeres británicas en entrar al mundo de la medicina. También fue una de las primeras en visibilizar su condición lésbica.
Era nativa de Chingford, Essex, hija de un rector, mudándose con su familia a Welsh Bicknor. En 1893, se graduó en el Escuela de Medicina para Mujeres del Real Hospital Free. Luego pasó a la Universidad de Londres para acceder a los grados de Medicina y Cirugía, siendo la primera mujer británica en obtener el grado de Master de Cirugía. A lo largo de su carrera, la Dra. Aldrich-Blake se asoció con el Elizabeth Garrett Anderson Hospital, terminando como cirujana senior en 1910.

## Carrera
En el Royal Free Hospital, fue la primera mujer en ocupar el cargo de secretaria quirúrgica y también actuó como anestesista. Durante la Primera Guerra Mundial, buena parte del equipo quirúrgico masculino fue desplegado en el servicio exterior activo, por lo tanto la Dra. Aldrich-Blake tuvo una mayor responsabilidad en cirugía, llegando a ser cirujana consultora del hospital. Fue la primera en realizar operaciones de cáncer de cuello del útero y de recto.

## Academia
Aldrich-Blake se dedicó a la formación de estudiantes de la "Escuela de Medicina para Mujeres del Real Hospital Free", su propia alma mater. En 1914, se convirtió en Decana de la Facultad.

## Damazgo
En 1924, en la "Lista de honor del Nuevo Año", fue hecha dama comendadora de la Orden del Imperio Británico.

## Deceso
La Dama Louisa Aldrich-Blake falleció en 1925 por causas desconocidas.

## Legado
La Colección Dama Louisa Brandreth Aldrich-Blake se localiza en el Centro de Archivos Royal Free Hospital. Se halla una estatua en Tavistock Square, Londres.